# Oleg Tulea
Oleg Tulea (ur. 31 marca 1980 roku w Căușeni) - mołdawski polityk, związany z Demokratyczną Partią Mołdawii. 

## Życiorys
Urodził się w 1980 roku w Căușeni, na terenie ówczesnej Mołdawskiej Socjalistycznej Republiki Radzieckiej.
W 1997 dostał się na studia w zakresie stosunków międzynarodowych i nauk politycznych, które ukończył w 2002 roku. Rok później uzyskał tytuł magistra w zakresie nauk politycznych na Państwowym Uniwersytecie Mołdawii. W 2005 roku ukończył studia podyplomowe w zakresie zarządzania politycznego w Bukareszcie. Z uwagi na zaangażowanie w projekty studenckie, często jeździł na wymiany do innych państw.
Wstąpił do Demokratycznej Partii Mołdawii, w której stanął na czele sekcji młodzieżowej. W wyborach demokratycznych w 2005 roku został wybrany i stał się posłem do Parlamentu Mołdawii. W 2009 roku jednak zrezygnował z pełnienia mandatu na rzecz funkcji ministerialnej.
Od 1 września 2005 roku jest członkiem mołdawskiej delegacji do Zgromadzenia Parlamentarnego Rady Europy.
W latach 2009–2011 był Wiceministrem ds. Młodzieży i Sportu, jednak zrezygnował, chcąc objąć z powrotem mandat w parlamencie, po ustąpieniu innego działacza jego partii
Zna bardzo dobrze języki angielski i rosyjski, w średnim stopniu również francuski.